# Хилсдејл (Илиноис)
Хилсдејл (енгл. Hillsdale) град је у америчкој савезној држави Илиноис.

## Демографија
По попису из 2010. године број становника је 523, што је 65 (-11,1%) становника мање него 2000. године.
| Група             | 2000.       | 2010.       |
| Белци             | 560 (95,2%) | 484 (92,5%) |
| Афроамериканци    | 3 (0,5%)    | 3 (0,6%)    |
| Азијати           | 0 (0,0%)    | 0 (0,0%)    |
| Хиспаноамериканци | 16 (2,7%)   | 26 (5,0%)   |
| Укупно            | 588         | 523         |